# Rwanda tại Thế vận hội
Rwanda đã tham dự 9 kỳ Thế vận hội Mùa hè. Quốc gia này chưa từng tham gia Thế vận hội Mùa đông.
Rwanda chưa có huy chương Olympic nào. Tuy nhiên, Jean de Dieu Nkundabera đã mang về tấm huy chương đồng điền kinh cho nước này tại Thế vận hội Mùa hè dành cho người khuyết tật 2004.

## Bảng huy chương

### Huy chương tại các kỳ Thế vận hội Mùa hè
| Thế vận hội         | Số VĐV        | Vàng          | Bạc           | Đồng          | Tổng số       | Xếp thứ       |
| 1896–1980           | không tham dự | không tham dự | không tham dự | không tham dự | không tham dự | không tham dự |
| Los Angeles 1984    | 3             | 0             | 0             | 0             | 0             | –             |
| Seoul 1988          | 6             | 0             | 0             | 0             | 0             | –             |
| Barcelona 1992      | 10            | 0             | 0             | 0             | 0             | –             |
| Atlanta 1996        | 4             | 0             | 0             | 0             | 0             | –             |
| Sydney 2000         | 5             | 0             | 0             | 0             | 0             | –             |
| Athens 2004         | 5             | 0             | 0             | 0             | 0             | –             |
| Bắc Kinh 2008       | 4             | 0             | 0             | 0             | 0             | –             |
| Luân Đôn 2012       | 7             | 0             | 0             | 0             | 0             | –             |
| Rio de Janeiro 2016 | 8             | 0             | 0             | 0             | 0             | –             |
| Tokyo 2020          | chưa diễn ra  |               |               |               |               |               |
| Tổng số             | Tổng số       | 0             | 0             | 0             | 0             | –             |